# Pointes de Mourti
Les pointes de Mourti sont un sommet des Alpes valaisannes culminant à 3 563 m d'altitude dans le canton du Valais en Suisse, entre le val d'Hérens et le vallon de Moiry. Les pointes de Mourti offrent des itinéraires d'ascension d'ampleur généralement moyenne.

## Toponymie
Mourti viendrait d'un mot de patois valaisan signifiant « mortier », c'est-à-dire éboulis, sables et graviers.

## Géographie

### Topographie
Les pointes de Mourti comportent deux sommets : le sommet principal sud-est (3 563 m) et le sommet secondaire nord-ouest (3 529 m) séparés par une arête mi-neigeuse et mi-rocheuse. Les pointes de Mourti sont situées sur l'arête qui prend naissance au Grand Cornier et qui domine à l'ouest le val d'Hérens. Un éperon nord-est sépare la face nord de la face est des pointes de Mourti. Sa face nord porte un glacier suspendu.
Sur le versant est des pointes de Mourti se trouve le glacier de Moiry au fond du val de Moiry. Un peu plus au nord-ouest, se trouve le col de Mourti et au sud-est la pointe de Bricola. 
Une statue de Marie, Notre Dame de l'Audace et de l'Adoration avec une plaquette portant les noms des guides de Grimentz est scellée au sommet.

### Géologie
Comme les autres grands sommets environnants du val d'Anniviers (dent Blanche, Zinalrothorn, Weisshorn, Bishorn, les Diablons, etc.), les pointes de Mourti sont constituées de gneiss d'Arolla ayant l'aspect d'un granite plus ou moins schisteux de couleur vert tendre.

## Première ascensions
- 2 septembre 1882 : arête est-sud-est (voie normale) par W.E. Utterson-Kelso et Jean Maître (PD)[2].
- 13 août 1945 : face nord du sommet est par Robert Mercier, Pierre et Henri Honegger (AD)[3].
- 6 octobre 1968 : face sud du sommet ouest par U. Kittel et Joseph Savioz (D)[2].
- 14 octobre 1968 : face ouest du sommet est par Guy Genoud et Joseph Savioz (D)[2].

## Accès
Les pointes de Mourti sont accessibles à l'est au départ de la cabane de Moiry et à l'ouest via Ferpècle.